# اودا، شیمانه
اودا در استان شیمانه در کشور ژاپن  واقع شده‌است  که دارای جمعیت ۳۹٬۵۹۳ نفر و مساحت ۴۳۶٫۱۱ کیلومتر مربع با تراکم جمعیت ۹۰٫۸  نفر در کیلومترمربع است و در تاریخ ۱ اکتبر ۲۰۰۵ به عنوان شهر شناخته شد.